# Бережистое
Бережистое (бел. Беражыстае) — деревня в Кричевском районе Могилёвской области Белоруссии. Входит в состав Бельского сельсовета.

## География
Деревня находится в северо-восточной части Могилёвской области, в пределах Оршанско-Могилёвской равнины, к югу от реки Белянки, на расстоянии примерно 4 километров (по прямой) к северо-северо-западу (NNW) от Кричева, административного центра района. Абсолютная высота — 170 метров над уровнем моря.

## История
В конце XVIII века деревня входила в состав Мстиславского воеводства Великого княжества Литовского.
Согласно «Списку населенных мест Могилёвской губернии» 1910 года издания населённый пункт входил в состав Старосельского сельского общества Малятичской волости Чериковского уезда Могилёвской губернии. В деревне имелось 24 двора и проживало 200 человек (99 мужчин и 101 женщина).
27 сентября 2024 года Лобковичский сельсовет Кричевского района Могилёвской области переименован в сельсовет «Бельскі» (на русском языке – «Бельский»).

## Население

### Численность
- 2009 год — 49 жителей

### Динамика
- 2009 год — 49 жителей